# Kvitsøy
Kvitsøy este o comună din provincia Rogaland, Norvegia.
Se află în Marea Norvegiei, cu cel mai înalt punct în Eime[*], la 28 m. Are o suprafață de 6,29 km². Populația este de 535 locuitori, determinată în 1 ianuarie 2023, prin Folkeregisteret[*].